# Chiesa di San Bernardo (Hildesheim)

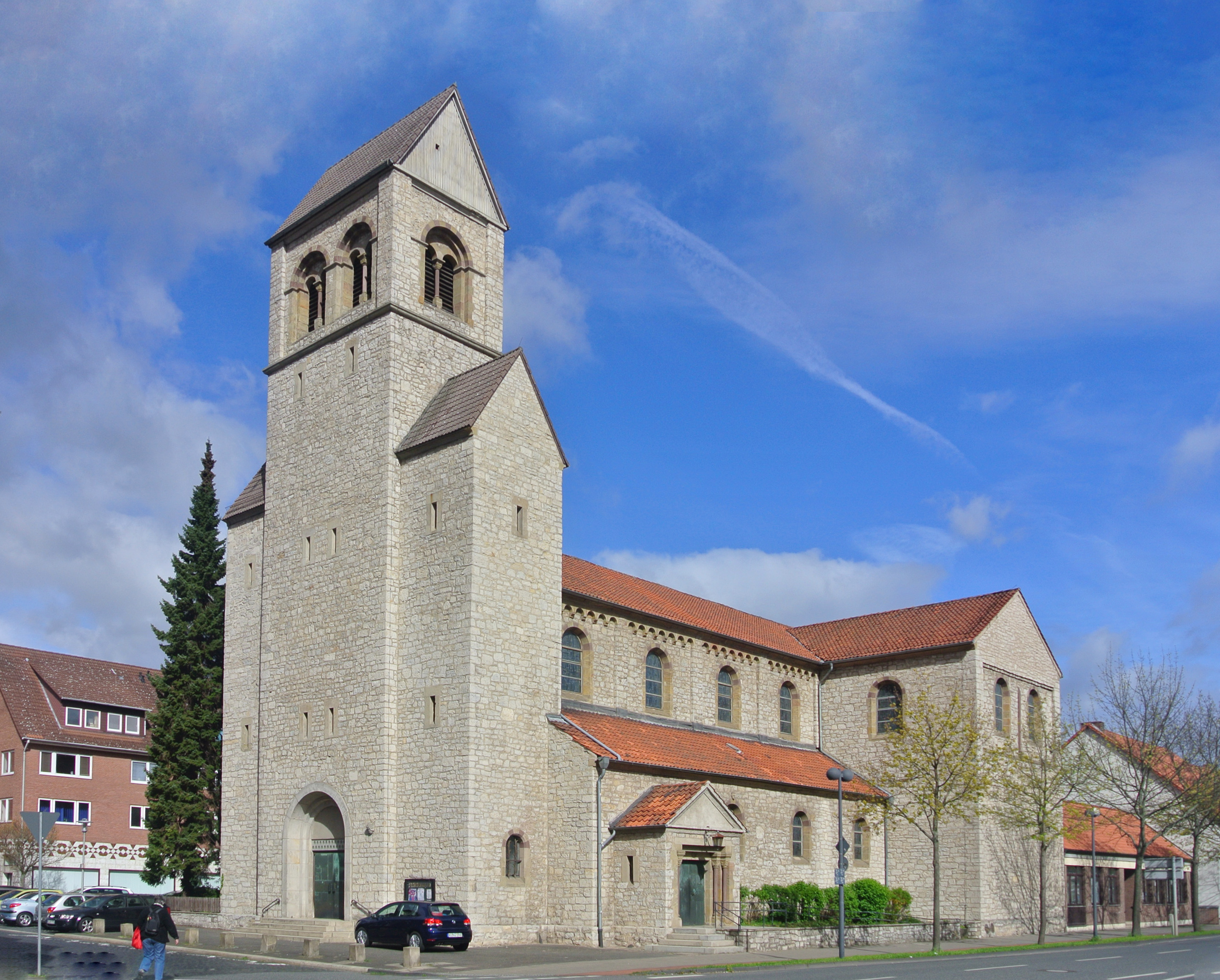
La chiesa di San Bernardo vista sud-est (2017). La facciata della torre è simile all'opera ovest della cattedrale di Hildesheim.

La chiesa di San Bernardo è una chiesa cattolica di rito romano collocata nel centro di Hildesheim. Prende il nome da san Bernoardo di Hildesheim (nato intorno al 960 e deceduto nel 1022), che fu uno dei vescovi più importanti della diocesi di Hildesheim, dal 993 al 1022.

## Posizione
La chiesa di san Bernardo si trova nella parte settentrionale del centro di Hildesheim sulla Marie-Wagenknecht-Strasse (fino al 2022 Bischof-Janssen-Strasse, prima Carl-Peters-Strasse), all'angolo con Linkstrasse; l'indirizzo è Linkstrasse 19.

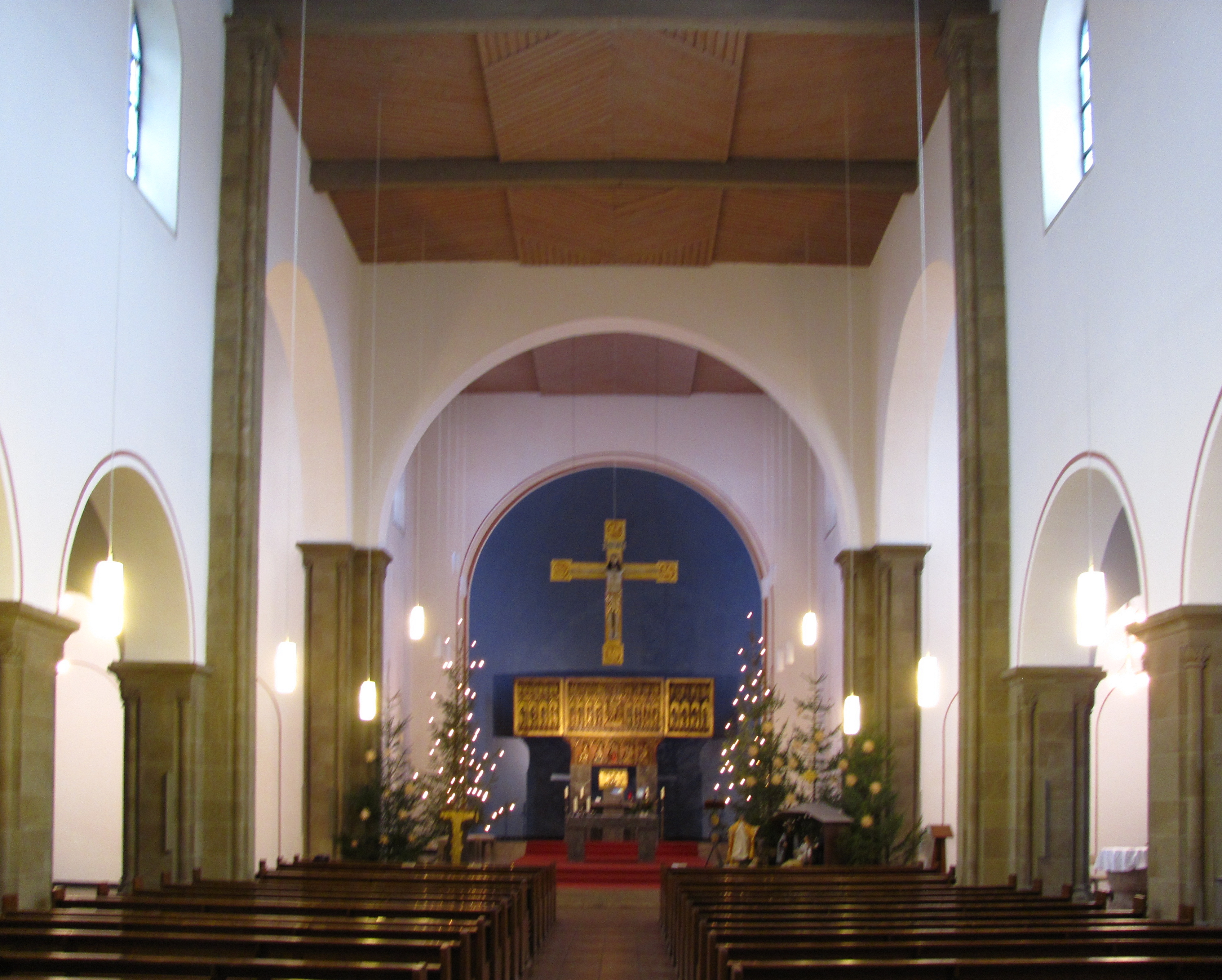
Gli interni nel 2010.

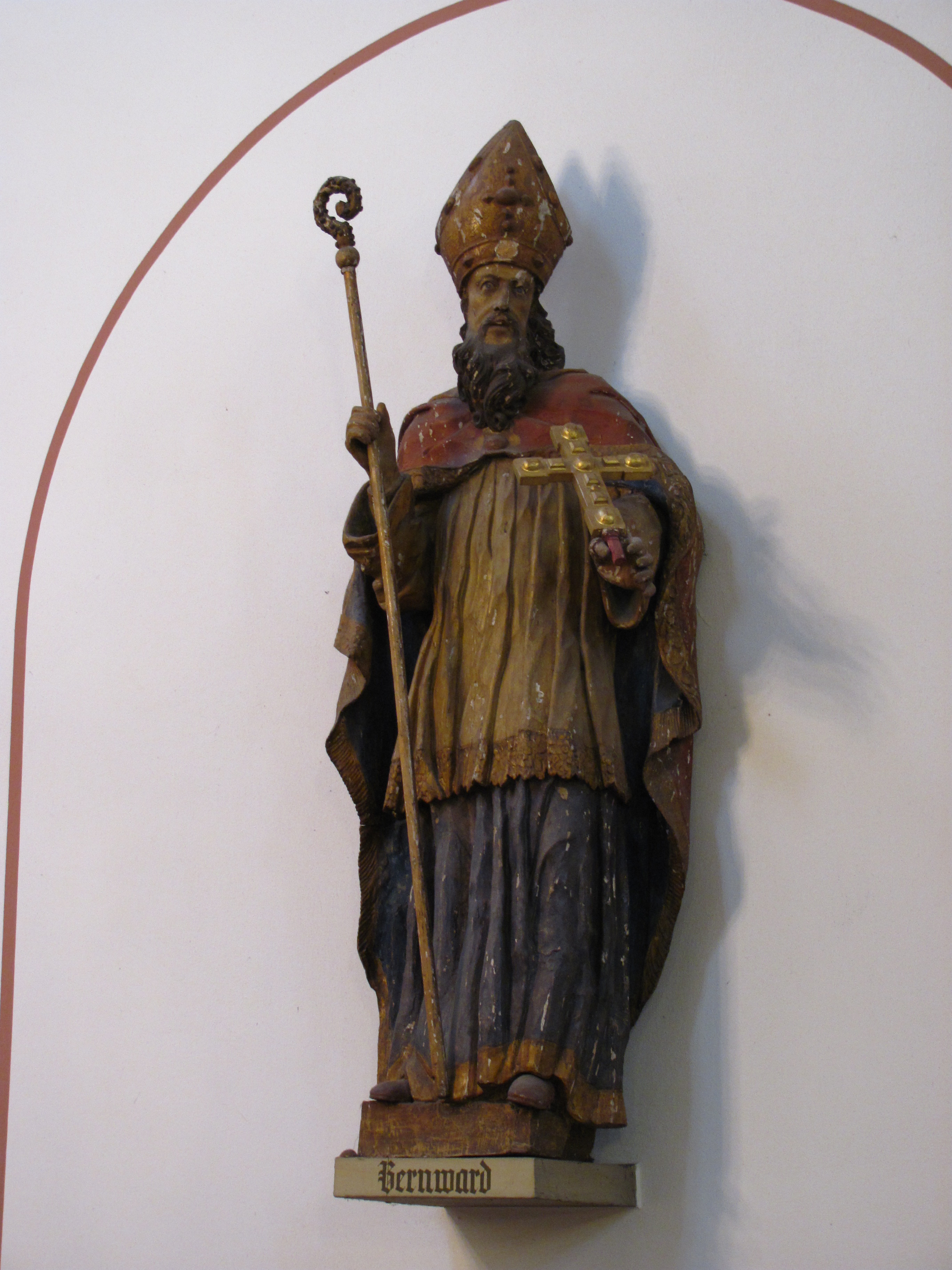
Statua di San Bernardo

## Storia
La rapida crescita della popolazione di Hildesheim durante l'era guglielmina rese necessaria la costruzione di ulteriori edifici ecclesiastici. Già nel 1896 il vescovo Wilhelm Sommerwerck riservò la somma di 35.000 marchi, che aveva ricevuto in dono in occasione del suo giubileo d'oro come sacerdote, per la costruzione della chiesa di San Bernardo a Hildesheim - circa un terzo della successivi costi di costruzione.
San Bernardo fu costruita nel 1906–1907 secondo i progetti del costruttore della cattedrale, Richard Herzig. L'edificio della chiesa, costruito in stile neoromanico, fu consacrato il 3 novembre 1907 dal vescovo Adolf Bertram. Il 1 settembre 1917 venne fondata la vicina canonica.
Durante il bombardamento aereo su Hildesheim del 22 febbraio 1945, la chiesa di San Bernardo fu gravemente danneggiata: la volta della navata occidentale, tutte le finestre e il tetto furono distrutti. La chiesa dovette essere chiusa per il rischio di crollo. Il 22 marzo 1945 fu nuovamente colpita da bombe esplosive e incendiarie nel peggior attacco aereo su Hildesheim; rimasero in piedi solo le mura di cinta e parte della torre.
La ricostruzione iniziò nel novembre 1948 e la chiesa poté essere nuovamente utilizzata dal 15 agosto 1949. Il consiglio ecclesiastico e la comunità andarono contro i piani della direzione della diocesi, perché a causa della costruzione della chiesa di San Giovanni Evangelista nella parte settentrionale della città quella di San Bernardo aveva perso gran parte della sua area parrocchiale e, d'altra parte, è molto vicina alle chiese cattoliche storicamente importanti del centro città. San Bernardo fu la prima delle chiese cattoliche distrutte di Hildesheim a poter essere nuovamente utilizzata per il culto. La nuova consacrazione è stata effettuata dal vescovo Joseph Godehard Machens.
Dal 1° agosto 2004 la chiesa appartenne alla parrocchia della Chiesa della Santa Croce, portando così allo scioglimento della parrocchia di San Bernardo. Dal 1º novembre 2014 la chiesa di St. Bernardo appartiene alla parrocchia di San Goddardo.
Nel 2021 la chiesa è stata sconsacrata. Dopo che inizialmente era stato previsto di venderla, dal 2023 la chiesa verrà utilizzata come deposito degli archivi della diocesi di Hildesheim. Il 7 settembre 2023 la chiesa di San Bernardo è stata visitata dal vescovo Heiner Wilmer.

## Architettura
Quando la chiesa fu costruita con blocchi di pietra naturale nel 1906-1907 e durante la ricostruzione nel 1948-1949, la parte occidentale romanica originale del duomo di Hildesheim servì da modello per l'ingresso e la facciata sud. All'epoca della costruzione della chiesa di San Bernardo la facciata presentava ancora una doppia torre neoromanica.
In contrasto con l'orientamento tradizionale delle chiese ad est, per ragioni urbanistiche San Bernardo è orientata a nord a causa dell'andamento della strada e della disposizione del terreno.

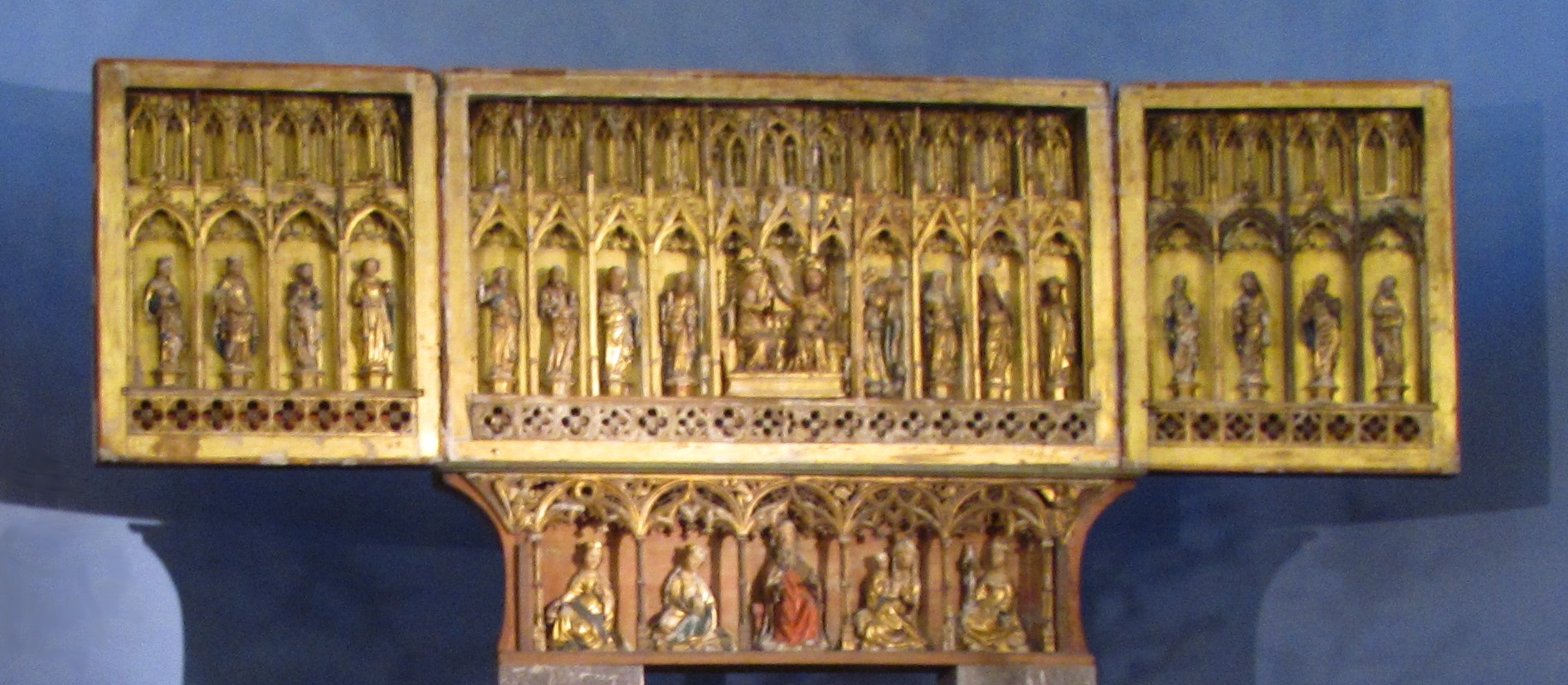
Altare alato del tardo periodo medievale

## Arredamento
La chiesa di San Bernardo ospita un'importante pala d'altare medievale. Proviene dall'ospedale Trinitatis di Hildesheim e risale al 1430. In una cornice semplice mostra sculture intere scolpite di vari santi. Al centro è raffigurata l'Incoronazione di Maria.
La Via Crucis, appesa nella chiesa dal 1969, è stata ricollocata nel giardino del monastero di Ottbergen nel 2024.